# ساحة الشهداء (الجزائر)
ساحة الشهداء تقع في القصبة السفلى بالعاصمة الجزائرية. تزخر بتاريخ كبير حيث تدلُ الحفريات التي أجريت مؤخرًا على أن تاريخ المكان يعود إلى الحقبة النوميدية، كانت عبارة عن مجموعة من القصور ذات طابع اغريقي. أبان الاحتلال الفرنسي كانت مكانًا للإعدام العام للمقاومين الجزائريين من 1830م حتى الاستقلال. قبل ذلك وطيلة خمسة قرون من الجهاد البحري في البحر المتوسط كانت الساحة تضم أكبر سوق للرقيق الأبيض الأوروبي.

## تاريخ

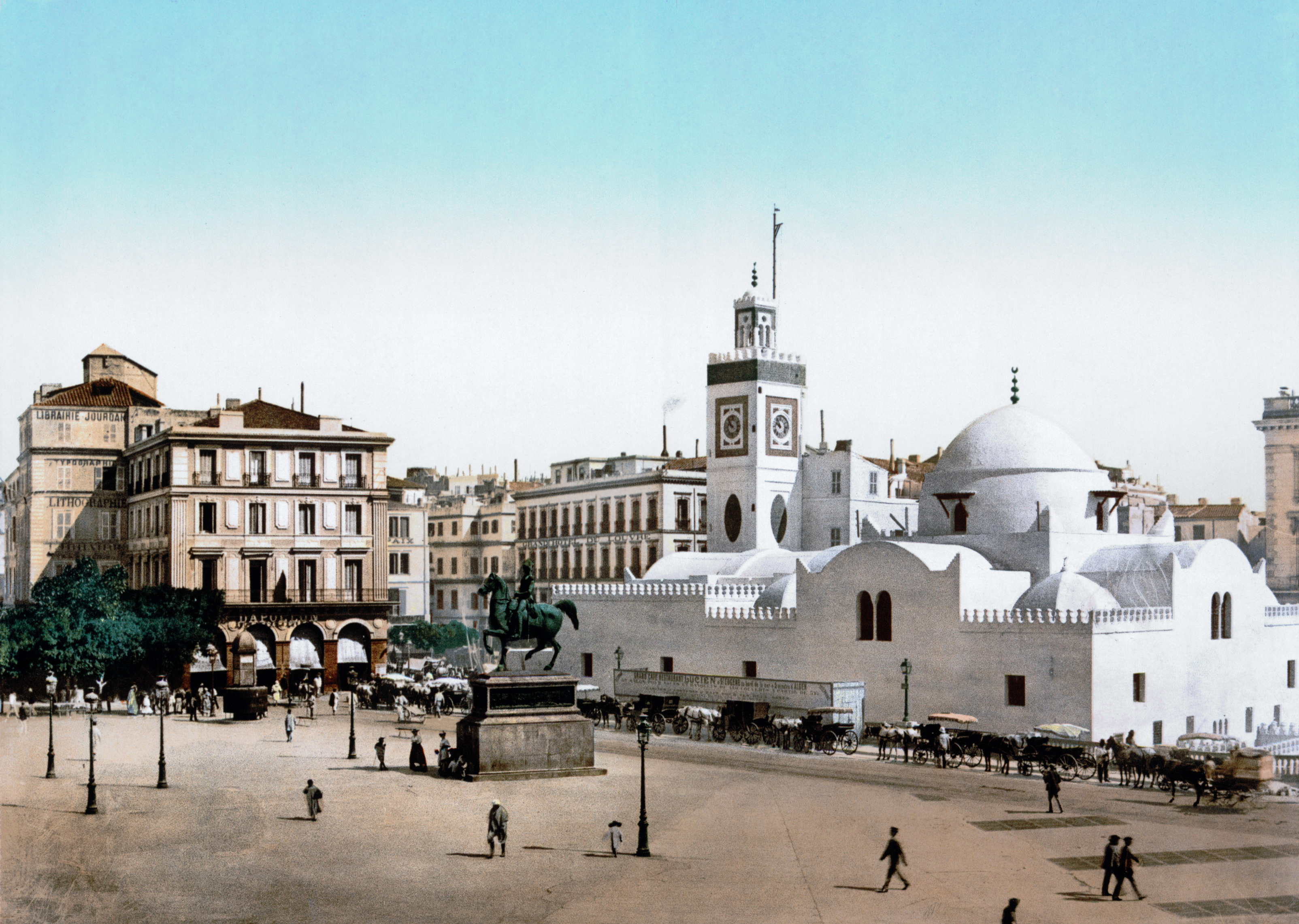
ساحة الشهداء أثناء الاحتلال الفرنسي للجزائر

كانت هذه الساحة في مركز مدينة الجزائر منذ تأسيسها من طرف بولوغين بن زيري.
وبعد قدوم الأتراك في سنة 1514م، وشروعهم في بناء قلعة القصبة، حافظوا على هذه الساحة باعتبارها موقعا للأسواق التي يلتقي فيها كل سكان ضواحي الجزائر العاصمة.
وقد سُميت هذه الساحة قبل الحضور العثماني باسم «ساحة الجنينة» أي «ساحة الحديقة الصغيرة». ثم جاء الاحتلال الفرنسي في سنة 1830م ليحافظ كذلك على هذه الساحة المحورية رغم إعادة بنائه لمدينة الجزائر وفق الطراز المعماري الأوروبي.
وقد سمى الفرنسيون هذه الساحة باسم «ساحة الدوق دورليان» تخليدا لفرديناند فيليب دورليان من خلال تمثاله الذي نُصب سنة 1845م ممتطيا حصانه، بعد أن صُنع من المعدن المذاب من مدافع مدينة الجزائر. أما عن عموم المحتلين الفرنسيين، فقد كانوا يسمونها «ساحة الحكومة». إلا أن «الجزائريين» كانوا يكتفون آنذاك بنعتها باسم «ساحة العَوْد» أو «ساحة الحصان».
ومباشرة بعد استقلال الجزائر، سُميت «ساحة الشهداء» لهذه الساحة تخليدا لشهداء الجزائر منذ الاحتلال الفرنسي للجزائر في سنة 1830م إلى غاية الاستقلال سنة 1962م، والذين بلغ تعدادهم حوالي 10 ملايين شهيد حسب إحصائيات بعض المؤرخين.

## التصنيف
سجلت اليونسكو ساحة الشهداء وصنفتها ضمن القصبة موقع تراث عالمي تحت رقم 565 يجب الحفاظ عليه منذ سنة 1992م، إذ يُحتفل بـاليوم العالمي للقصبة في 23 فيفري من كل عام، كونه يعدّ رمزا وتاريخا يحكي في طياته تاريخ وحضارة بني مزغنة.

## النقل

### النقل البري للمسافرين

إيتوزا

تقوم حافلات مؤسسة النقل الحضري وشبه الحضري لمدينة الجزائر (إيتوزا) بربط ساحة الشهداء بالضواحي الغربية الجنوبية والشرقية من ولاية الجزائر وفق رزنامة يومية مضبوطة زمانيا ومكانيا.
|  |   |  | الانطلاق | الوجهة                | الربط |
|  | - |  | -------- | --------------------- | ----- |
|  | ● |  | القصبة   | عين البنيان           |       |
|  | ● |  | القصبة   | بئر توتة              |       |
|  | ● |  | القصبة   | الرويبة               |       |
|  | ● |  | القصبة   | بوزريعة               |       |
|  | ● |  | القصبة   | القبة                 |       |
|  | ● |  | القصبة   | المحطة البرية للخروبة |       |

### النقل بالسكة الحديدية للمسافرين

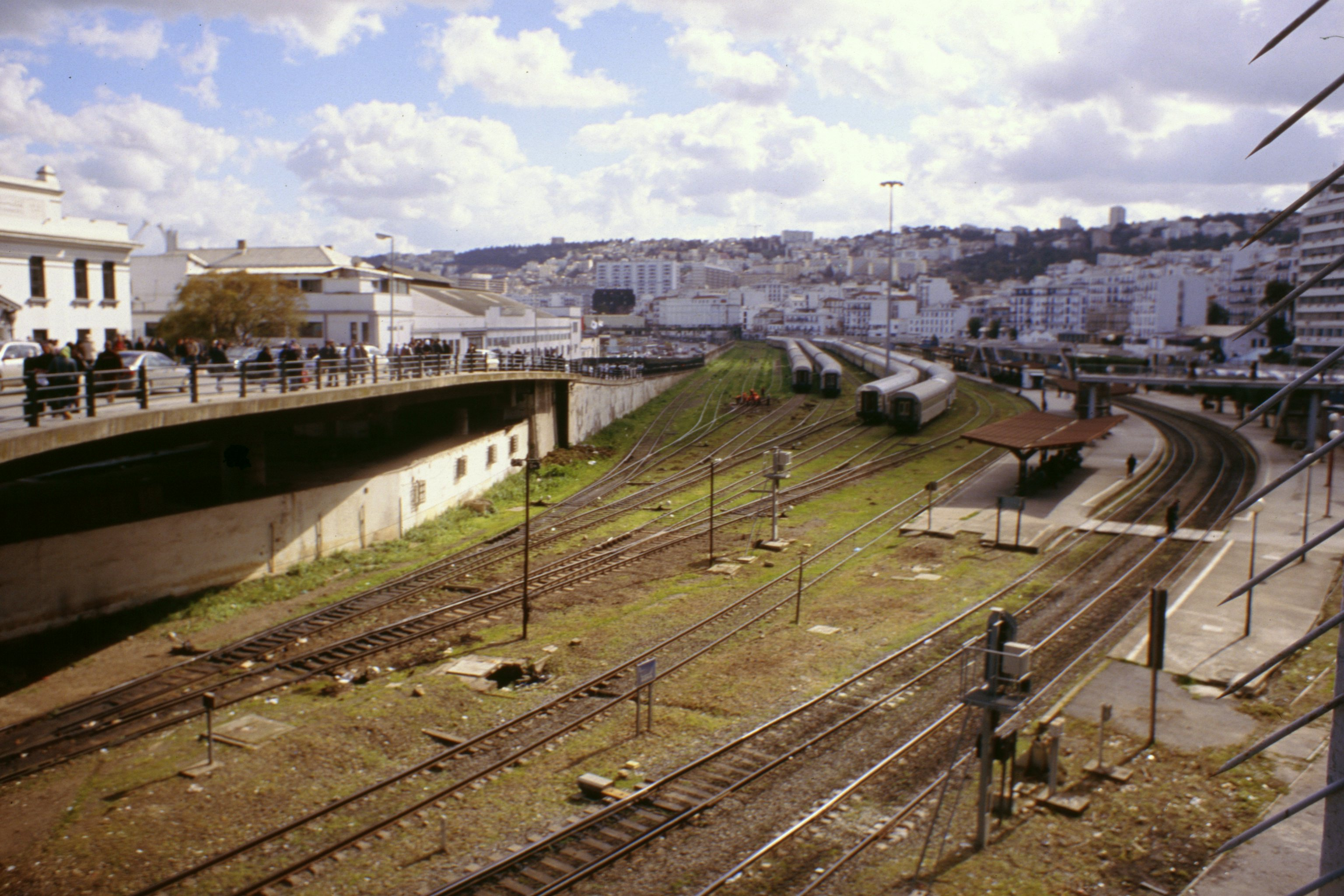
محطة نقل بالسكك الحديدية في الجزائر العاصمة

يمكن الوصول إلى ساحة الشهداء في القصبة عبر محطة النقل بالسكة الحديدية للمسافرين المسماة محطة الجزائر التي تعتبر المحطة النهائية لشبكة النقل بالسكك الحديدية في الضاحية الغربية من ولاية الجزائر.
ويستعمل العاصميون، والجزائريون كافة، هذه المحطة النهائية من أجل التنقل نحو الضاحية الشرقية من العاصمة الجزائرية، وإلى محطة الحراش التي تسمح باختيار الوجهة نحو الغرب أو الجنوب أو الشرق عبر شبكة خطوط الشركة الوطنية للنقل بالسكك الحديدية.
وتجري حاليا دراسة تمديد السكة الحديدية من محطة الجزائر في القصبة إلى غاية مدينة زرالدة في أقصى غرب ولاية الجزائر، في إطار مشروع السكة الحديدية الساحلية التي تربط بين المدن الجزائرية المطلة على البحر الأبيض المتوسط.
وسيسمح هذا الخط الإستراتيجي الممتد على حوالي 30 كلم من القصبة حتى زرالدة بربط ولاية الجزائر بولايات تيبازة، الشلف، مستغانم ووهران بواسطة السكة الحديدية.

### النقل البحري للمسافرين

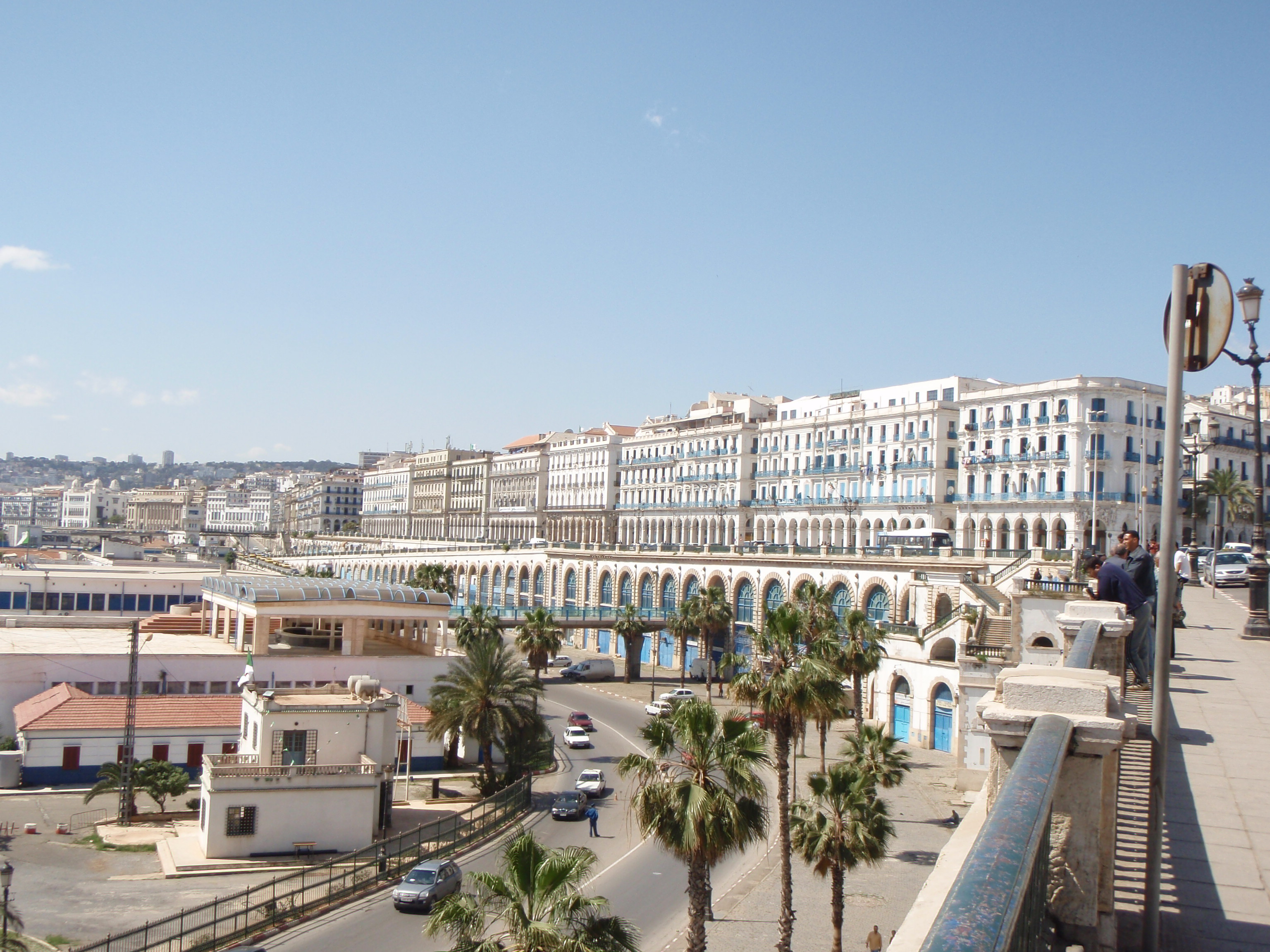
محطة النقل البحري للمسافرين في المسمكة

يمكن الوصول إلى ساحة الشهداء عبر محطة النقل البحري للمسافرين الواقعة في المسمكة أسفل القصبة.
ويتم استغلال خط النقل البحري الحضري للمسافرين بين مينائي الجزائر العاصمة في المسمكة وميناء الجميلة في عين البنيان حسب البرنامج المخصص سنويا خلال موسمي الصيف والخريف.
وقد تم إطلاق الخط النموذجي الأول ما بين القصبة وعين البنيان بعدما استأجرت المؤسسة الوطنية للنقل البحري للمسافرين باخرة إيطالية ليتم تدشين الخط البحري الحضري يوم 4 أوت 2014م لضمان برنامجه الصيفي والخريفي.
|  |   |  | الانطلاق | الوجهة      | الربط |
|  | - |  | -------- | ----------- | ----- |
|  | ● |  | القصبة   | عين البنيان |       |
|  | ● |  | القصبة   | بجاية       |       |
|  | ● |  | القصبة   | أزفون       |       |
|  | ● |  | القصبة   | تيبازة      |       |
|  | ● |  | القصبة   | شرشال       |       |
|  | ● |  | القصبة   | وهران       |       |

### المترو

مترو الجزائر

وضعت مؤسسة مترو الجزائر برنامج تمديد لخطها الغربي قيد الإنشاء من تافورة عند البريد المركزي إلى غاية ساحة الشهداء.
يبلغ طول التمديد من محطة تافورة - البريد المركزي إلى غاية ساحة الشهداء في الشمال الغربي للجزائر العاصمة طوله 1,69 كم، ويتكون من محطتين: محطة علي بومنجل في بلدية الجزائر الوسطى، محطة ساحة الشهداء في بلدية القصبة. فيما سيتم تشغيله بداية من يناير 2018م.
ويرجع هذا التأخر في الإنجاز بسبب إجراء حفريات أدت إلى اكتشاف أثار تعود للعصور العثمانية والرومانية والبيزنطية حول مكان ساحة الشهداء.
يتولى إنجاز توسيع المترو من محطة البريد المركزي نحو ساحة الأمير عبد القادر المجمع الجزائري كوسيدار، في حين يتولى إنجاز الشطر الرابط بين ساحة الأمير عبد القادر وباب الوادي للمجمع الدولي المشكل من الجزائرية جوسي تي بي والشركتان البرتغاليتان زاغوب التابعة للمجمع البرازيلي أندرادي غوتيرز وتيكسيرا دوراتي.
أشغال مترو الجزائر على مستوى ساحة الشهداء سمحت باكتشاف أثار تعود للحضارات المتعاقبة على مدينة الجزائر على مر القرون كالفينيقيين، والرومان وجزائر بني مزغنة، وكذا للمرحلة العثمانية الأولى. وبالتالي تم تغيير المخطط وتعميق الحفر بنسبة 8% تحت الأرض ليتم إنجاز المترو على عمق 34 مترا عوض 19 مترا حفاظا على هذا الإرث التاريخي. وسيتم تشييد محطة-متحف في هذه المحطة كما هو الشأن في مدينتي روما (إيطاليا) وأثينا (اليونان).
|  |   |  | المحطة       | البلدية        | شبكات ذات صلة |
|  | - |  | ------------ | -------------- | ------------- |
|  | ● |  | علي بومنجل   | الجزائر الوسطى |               |
|  | ● |  | ساحة الشهداء | بلدية القصبة   |               |

## مكتبة الصور

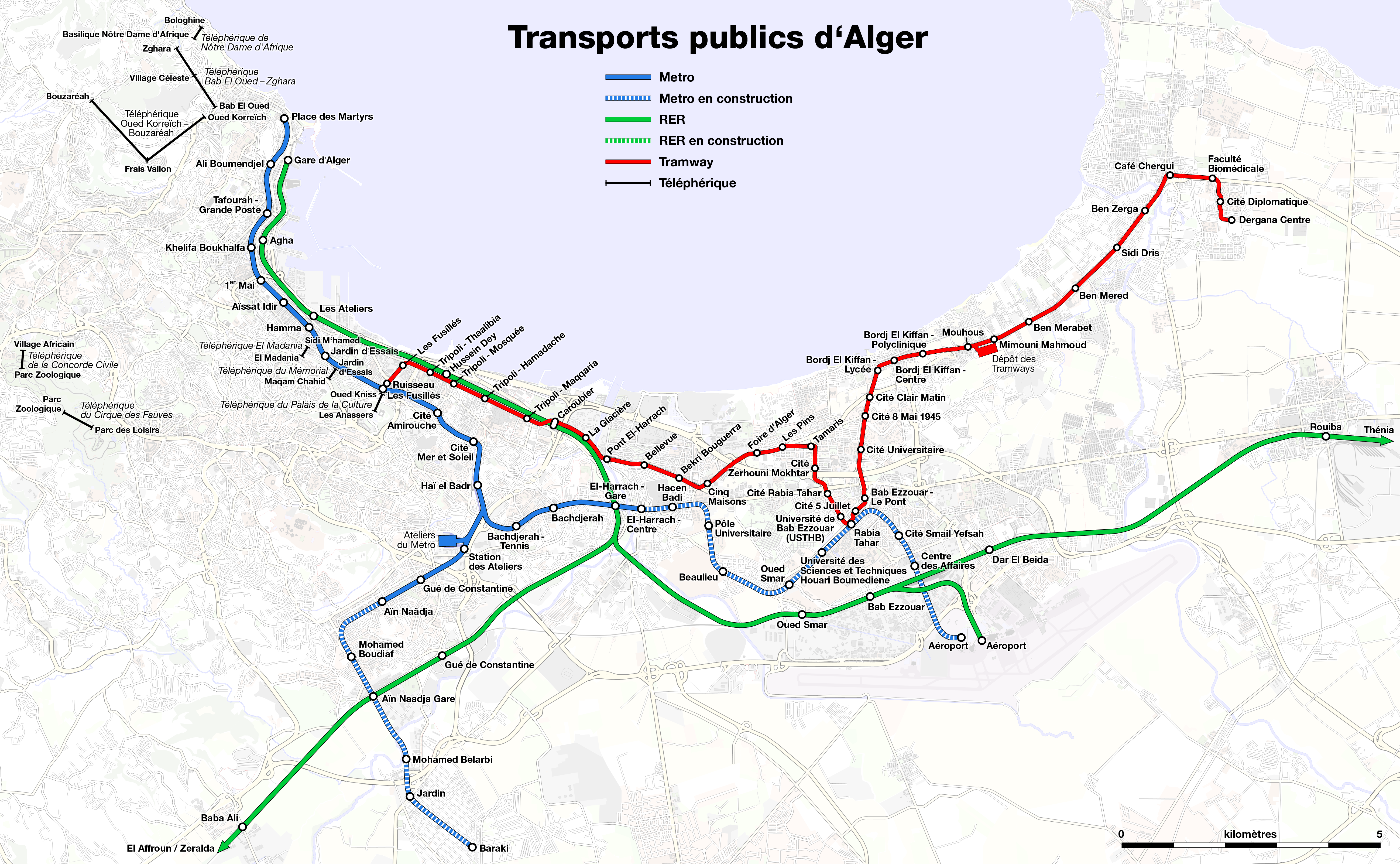
شبكات النقل نحو ساحة الشهداء
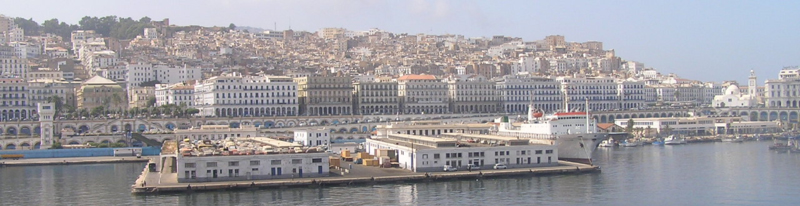
ساحة الشهداء من البحر
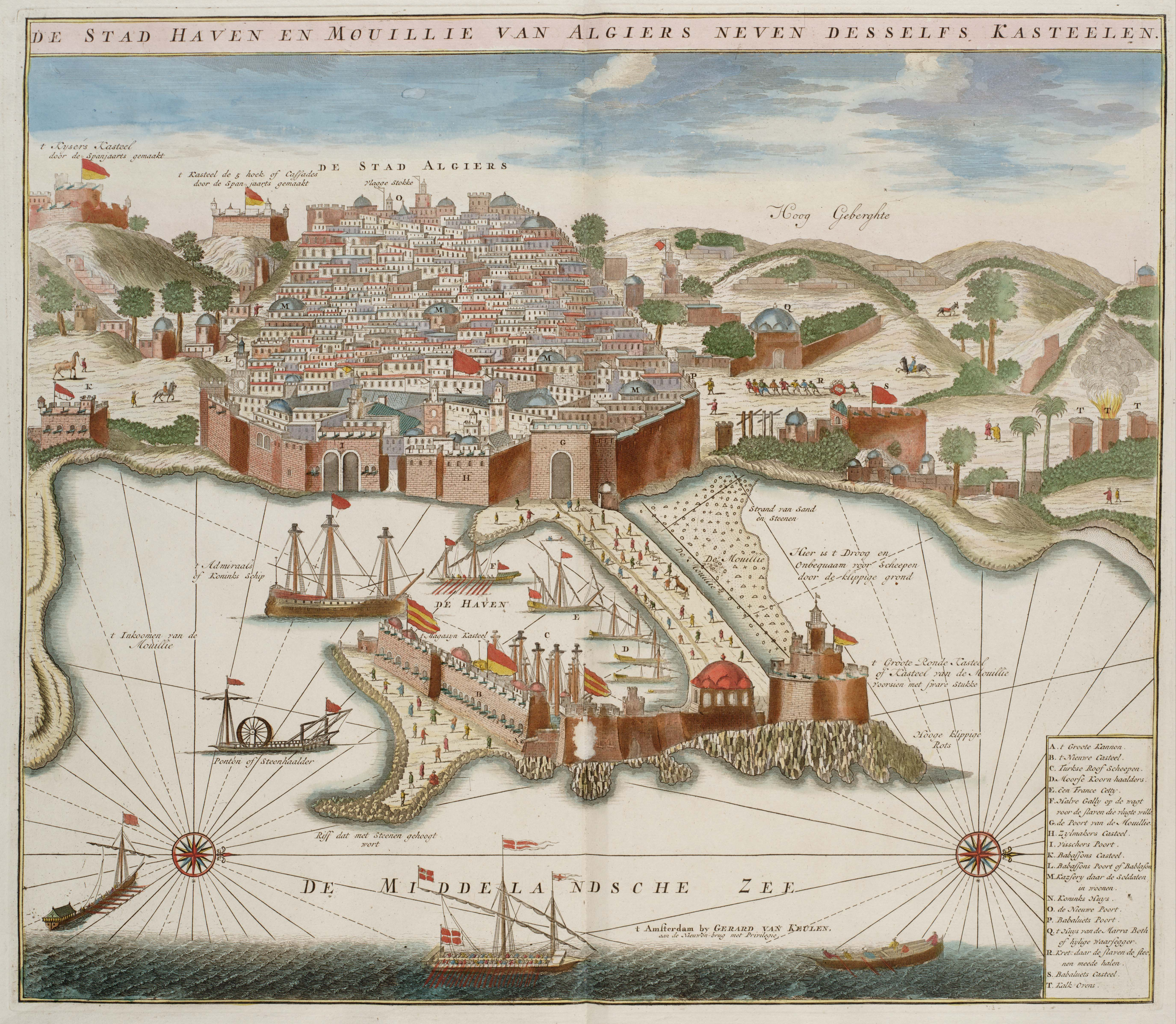
ساحة الشهداء في سنة 1690م
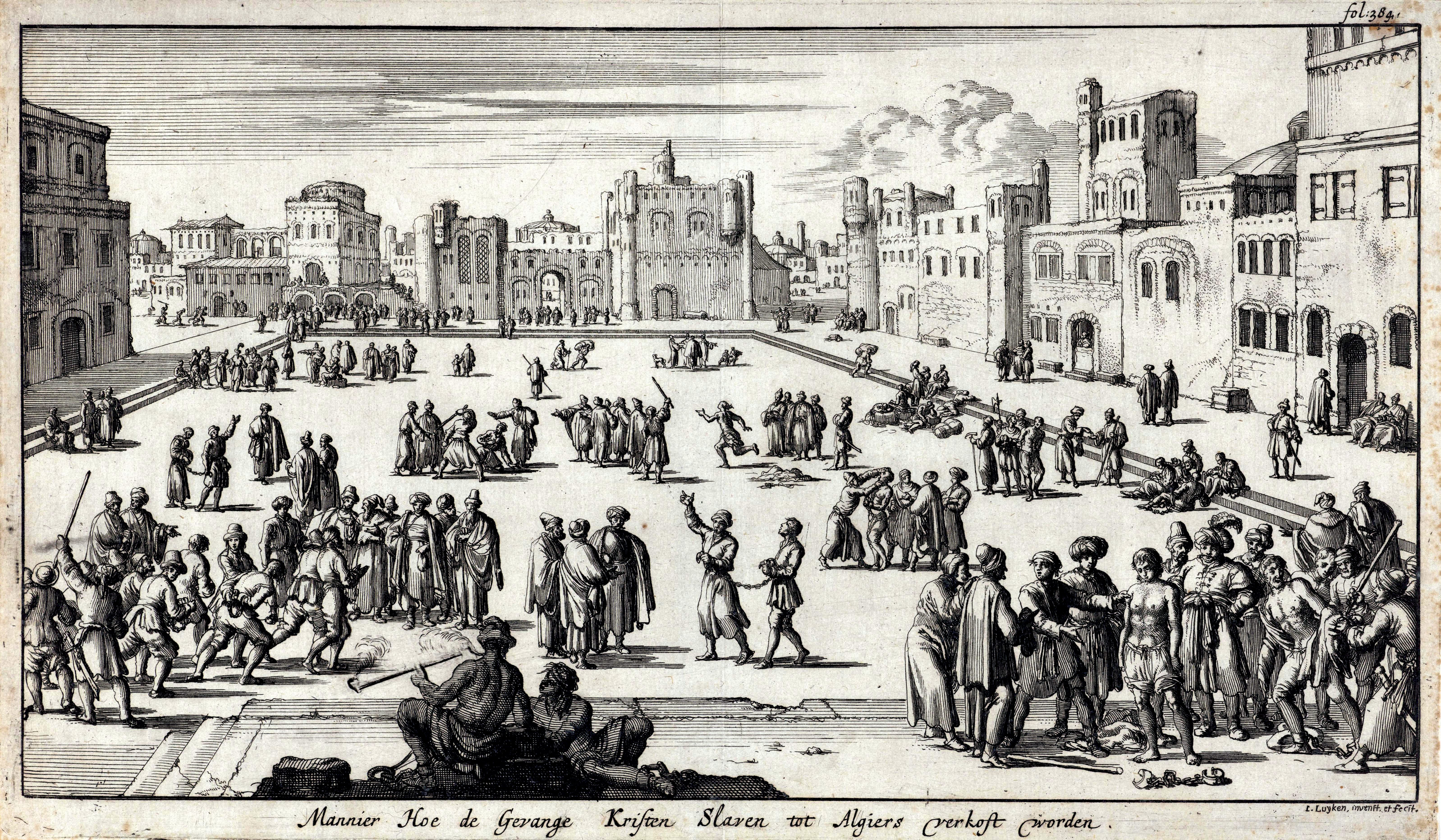
ساحة الشهداء في القرن 17
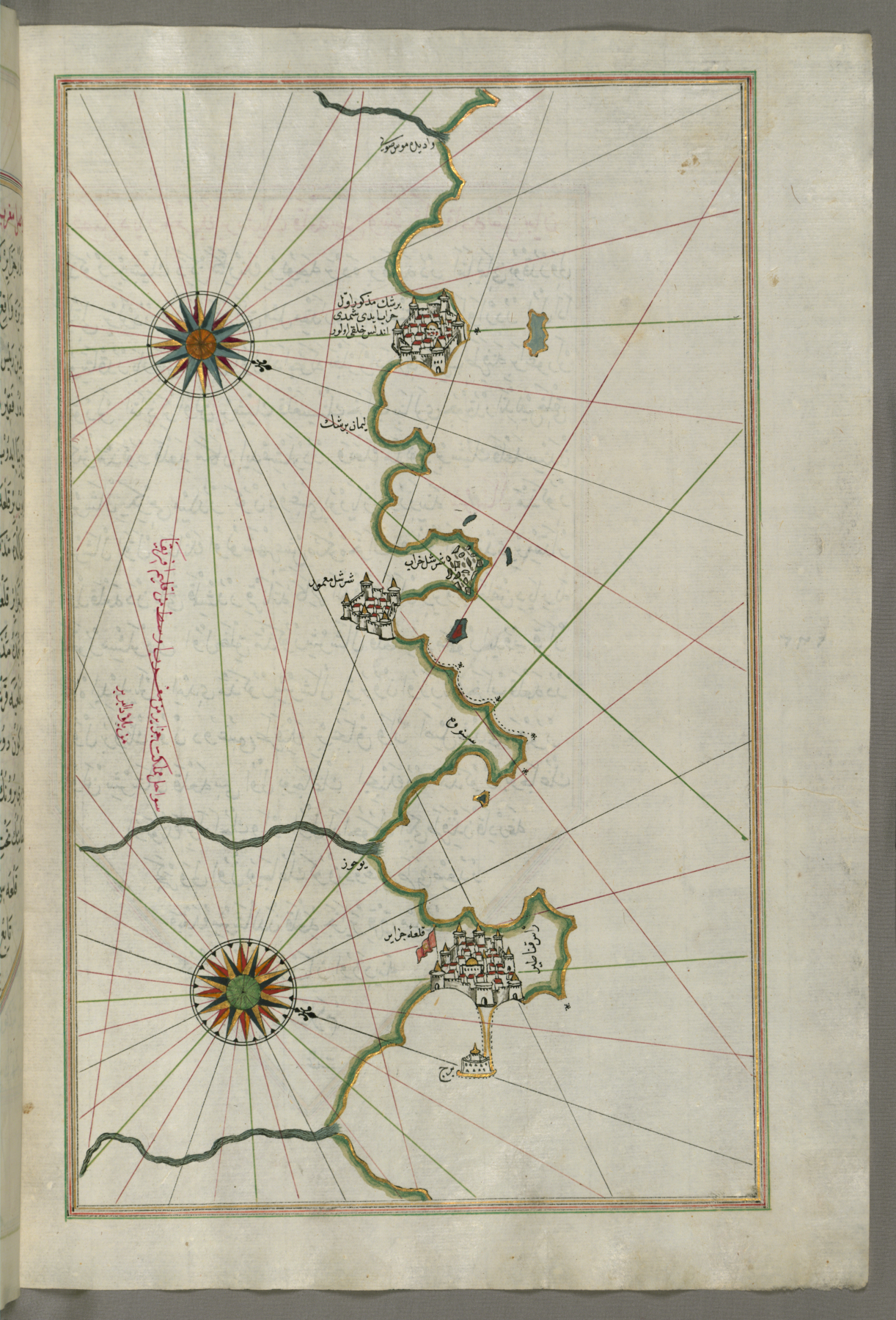
موقع ساحة الشهداء في سنة 1770م
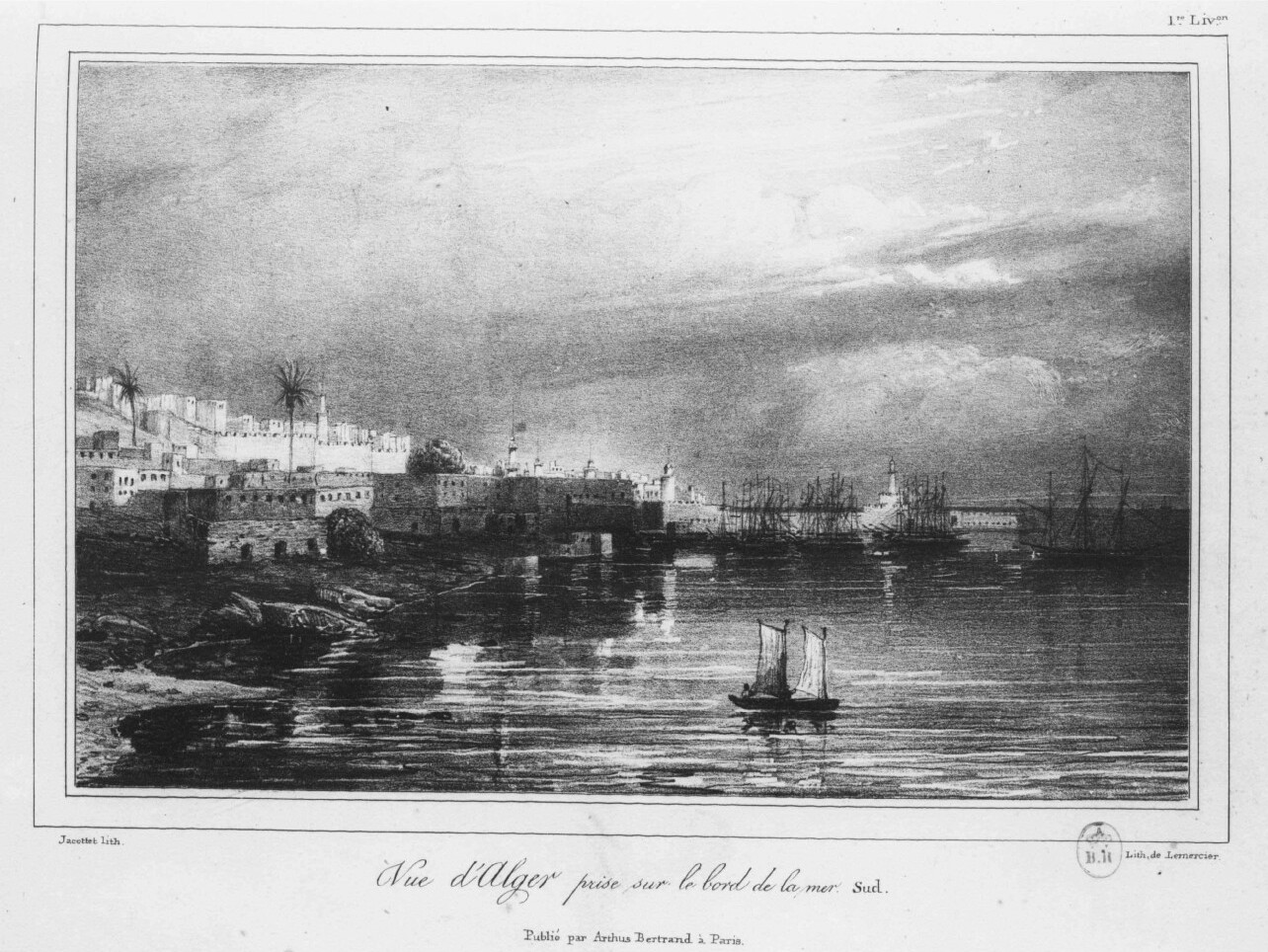
ساحة الشهداء في سنة 1825م
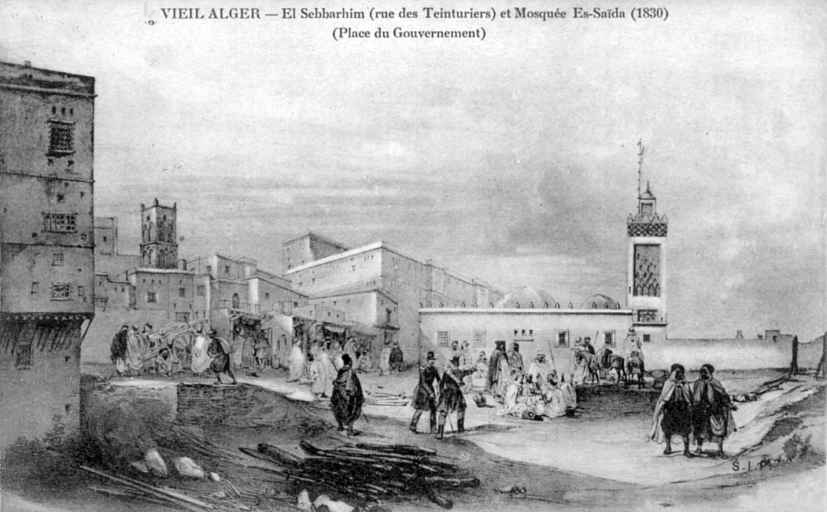
ساحة الشهداء في سنة 1830م
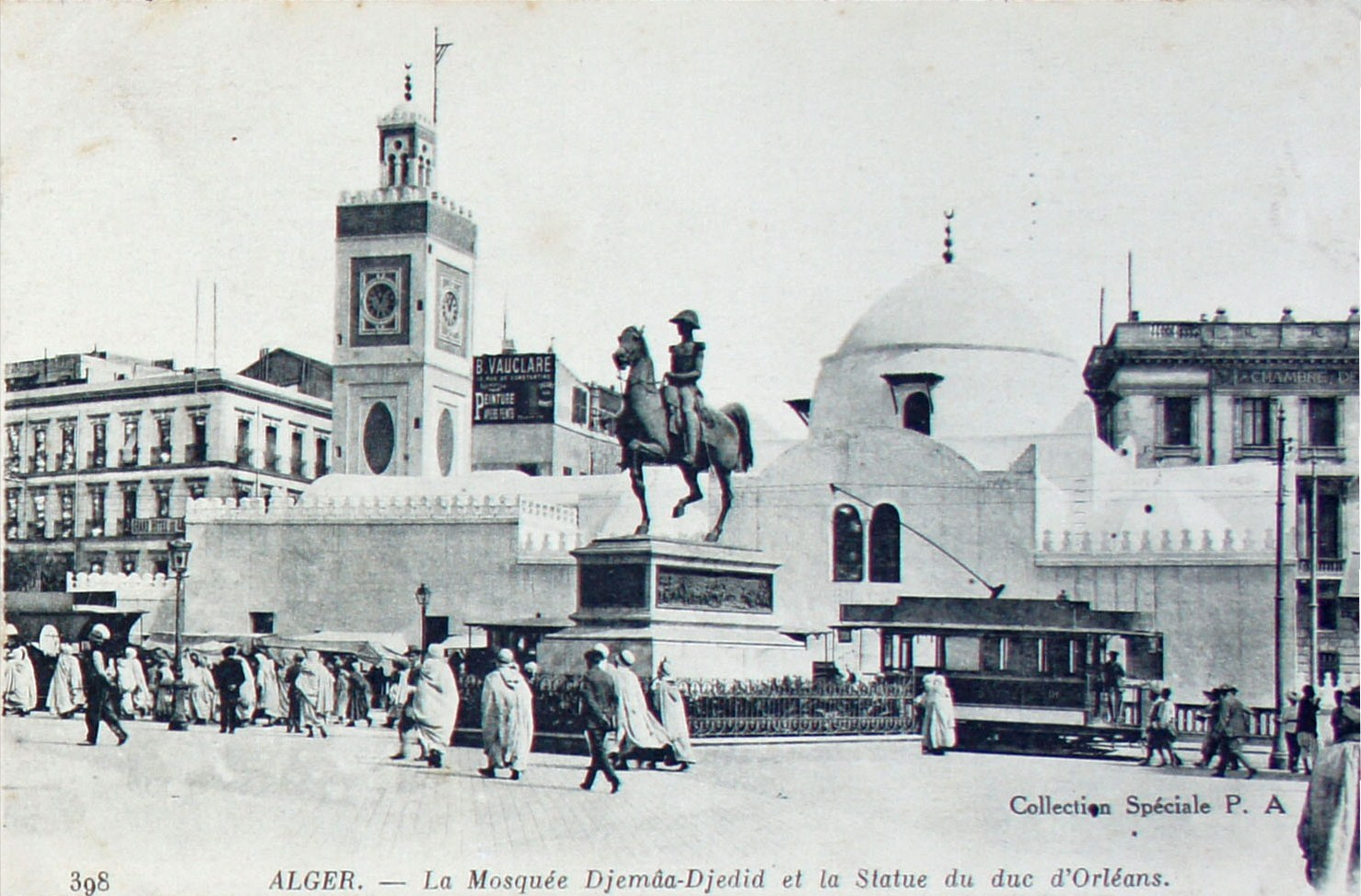
ساحة الشهداء أثناء الاحتلال الفرنسي للجزائر
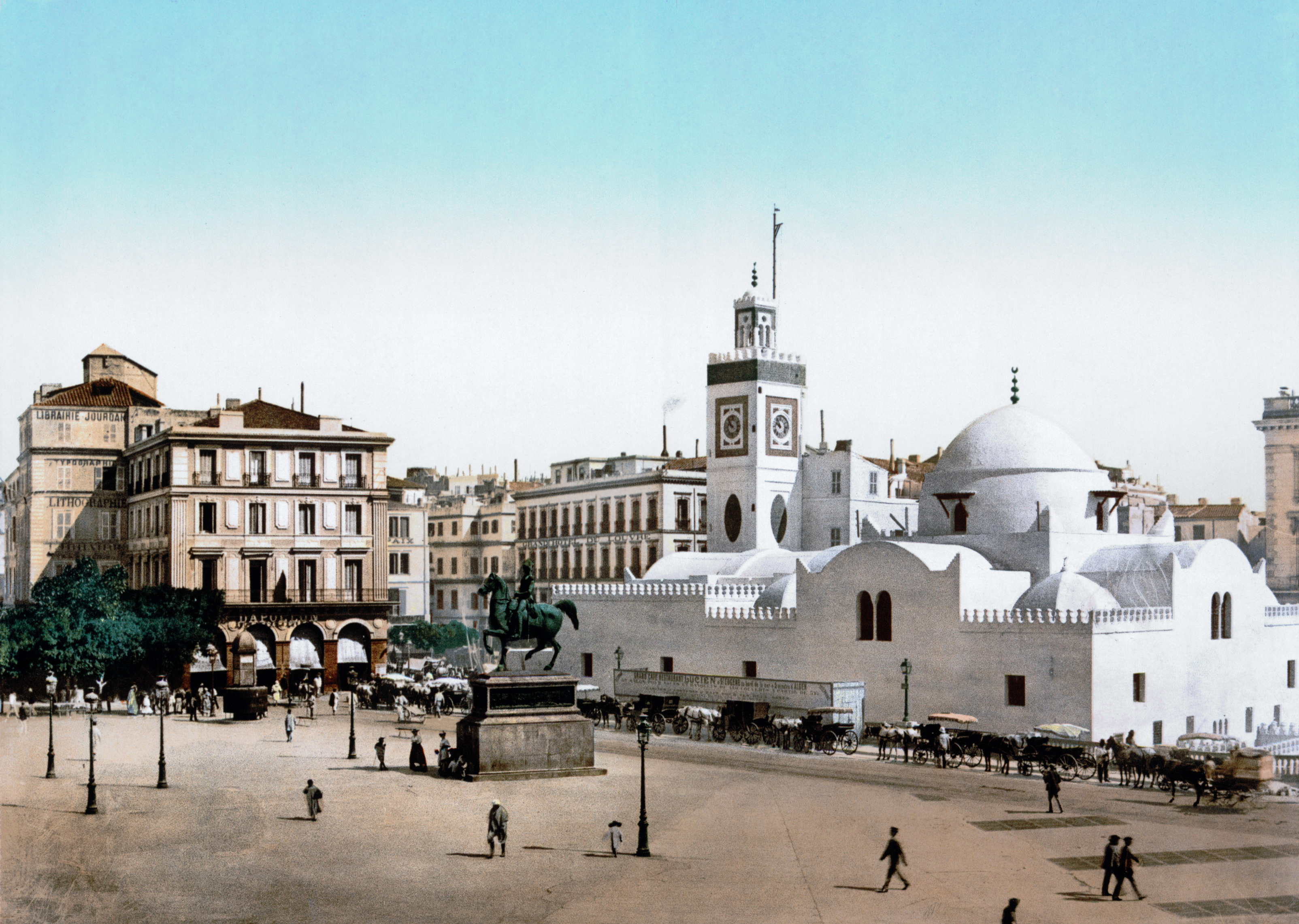
ساحة الشهداء أثناء الاحتلال الفرنسي للجزائر
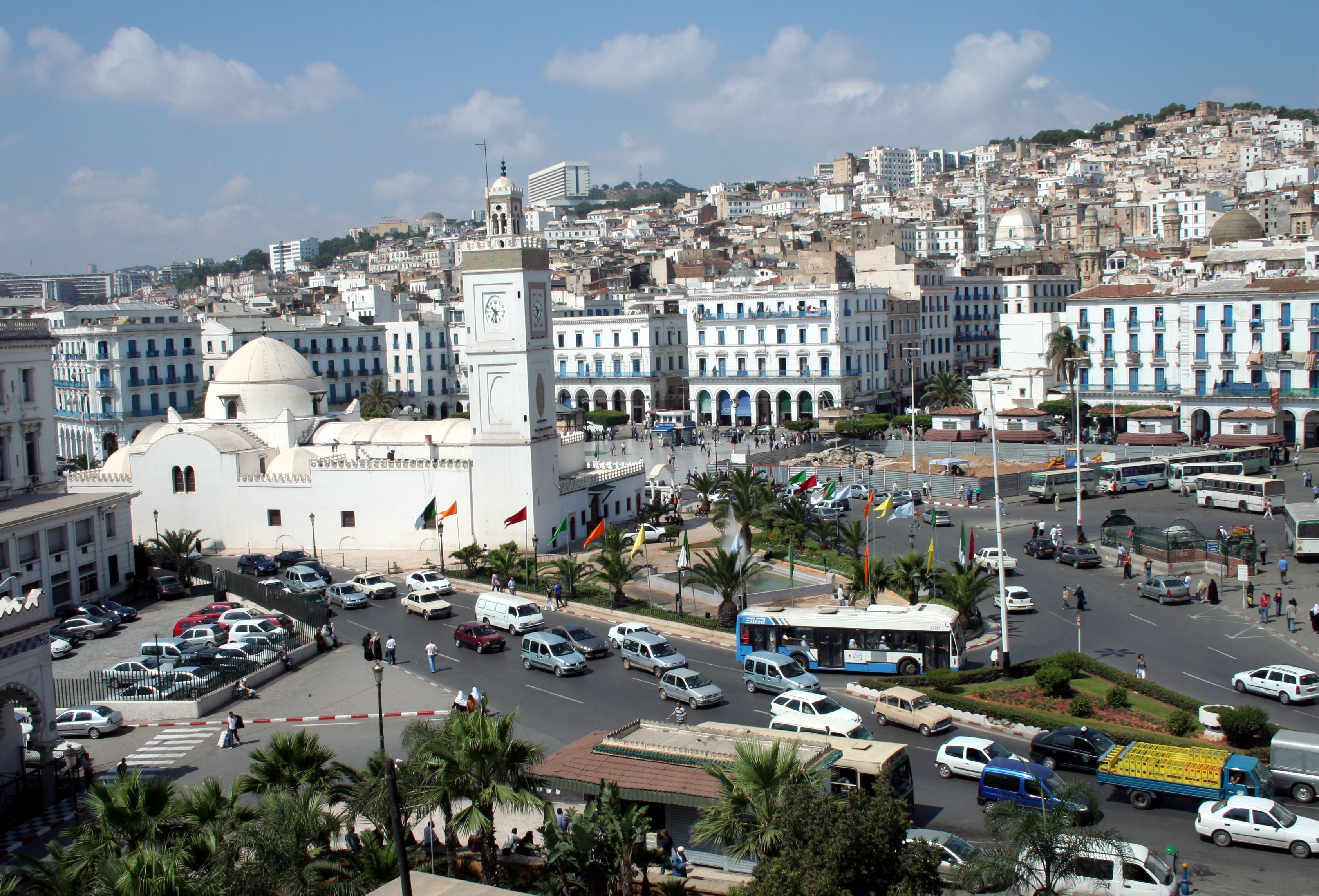
ساحة الشهداء اليوم

## وصلات أخرى

### وصلات داخلية
- مؤسسة النقل الحضري وشبه الحضري لمدينة الجزائر (إيتوزا)
- محطات السكك الحديدية في الجزائر
- الشركة الوطنية للنقل بالسكك الحديدية
- قائمة موانئ الجزائر
- النقل البحري الجزائري
- مترو الجزائر
- الاحتلال الفرنسي للجزائر

### وصلات خارجية
- الموقع الرسمي لمؤسسة النقل الحضري وشبه الحضري لمدينة الجزائر (إيتوزا)
- الموقع الرسمي للشركة الوطنية للنقل بالسكك الحديدية
- الموقع الرسمي لميناء الجزائر نسخة محفوظة 30 يوليو 2013 على موقع واي باك مشين.
- الموقع الرسمي لمترو الجزائر